# Wepa
Wepa SE er en tysk producent af hygiejnepapir med hovedkvarter i Arnsberg-Müschede. De har 4.000 ansatte og en årlig omsætning på 1,6 mia. euro.
WEPA (Westfälische Papierfabrik) blev etableret i 1948 af Paul Krengel, som en grossistvirksomhed. I 1953 begyndte produktionen af hygiejnepapir i Arnsberg.